# 冯锡铭
冯锡铭（1933年—），男，河北唐山人，中华人民共和国政治人物，曾任中共吉林省纪委书记，吉林省政协副主席，第七届全国政协委员。